# Dănești (Harghita)
Pour les articles homonymes, voir Dănești.
Dănești (en hongrois: Csíkdánfalva) est une commune roumaine du județ de Harghita, dans la région historique de Transylvanie. Elle est composée d'un seul village, Dănești.

## Localisation
Dănești est située dans la partie centre-sud-est du comté de Harghita, à l'est de la Transylvanie dans le Pays Sicule (région ethno-culturel et linguistique), dans la dépression de Ciuc, au pied des Monts Harghita et Ciucului sur les rives de la rivière de l'Olt, à 21 km de la ville de Miercurea Ciuc.

## Politique
| Période | Période  | Identité           | Étiquette | Qualité |
| ------- | -------- | ------------------ | --------- | ------- |
| 2012    | En cours | Csongor-Ernő Bőjte | UDMR      |         |

## Monuments et lieux touristiques
- L'église catholique (construite entre 1922-1935, art gotique)[2]
- Monts Harghitei
- Monts Ciucului
- Rivière Olt